# Camioneros de Coslada 2014
Questa voce raccoglie le informazioni riguardanti i Camioneros de Coslada nelle competizioni ufficiali della stagione 2014.

## LMFA

### Stagione regolare
| 9 marzo 2015, ore 12:00 3ª giornata | Camioneros de Coslada | 52 – 0 | Tres Cantos Jabatos |  |

| 27 aprile 2014, ore 16:00 8ª giornata | Osos de Rivas | - – - (rinviata) | Camioneros de Coslada |  |

| 11 maggio 2014, ore 12:00 9ª giornata | Camioneros de Coslada | 13 – 0 | Toros de Madrid |  |

| 14 giugno 2014, ore 12:00 12ª giornata | Alcorcón Smilodons | p – v (a tavolino) | Camioneros de Coslada |  |

| 15 giugno 2014, ore 12:00 12ª giornata | Las Rozas Black Demons | - – - (rinviata) | Camioneros de Coslada |  |

## Statistiche di squadra
| Competizione           | %Vittorie | In casa | In casa | In casa | In casa | In casa | In casa | In trasferta | In trasferta | In trasferta | In trasferta | In trasferta | In trasferta | Totale | Totale | Totale | Totale | Totale | Totale |
| Competizione           | %Vittorie | G       | V       | N       | P       | Pf      | Ps      | G            | V            | N            | P            | Pf           | Ps           | G      | V      | N      | P      | Pf     | Ps     |
| ---------------------- | --------- | ------- | ------- | ------- | ------- | ------- | ------- | ------------ | ------------ | ------------ | ------------ | ------------ | ------------ | ------ | ------ | ------ | ------ | ------ | ------ |
| LMFA Stagione regolare | 1.000     | 2       | 2       | 0       | 0       | 65      | 0       | 1            | 1            | 0            | 0            | 0            | 0            | 3      | 3      | 0      | 0      | 65     | 0      |
| Totale                 | 1.000     | 2       | 2       | 0       | 0       | 65      | 0       | 1            | 1            | 0            | 0            | 0            | 0            | 3      | 3      | 0      | 0      | 65     | 0      |